# Hermine Yollo
Hermine Yollo Mingele, nacida en 1981 en Douala  es una actriz, directora, traductora independiente ( inglés - francés ) y escritora camerunesa . Es directora de la empresa NGOTI desde noviembre de 2009.

## Biografía
Hermine Yollo nació en Douala en diciembre de 1981 en una familia de artistas. Su padre, Jean Mingele y su madre Edwige Nto Ngon, fueron actores y posteriormente trabajaron como directores de escena. Creció en Yaundé, inmersa en el mundo del teatro, viendo trabajar a sus padres, a sus amigos y a sus compañeros por lo que fue natural que pusiera sus miras en esta profesión. Sin embargo, su madre se opuso a su deseo de hacer del teatro su carrera. Después de una discusió llegaron a un compromiso:Hermine aprendería a hacer otra cosa que le gustara tanto como el teatro y le garantizara una fuente de ingresos estable, sin impedirle no obstante hacer teatro. La joven se matriculó entonces en la Facultad de Letras Bilingües de la Universidad de Yaundé 1 y luego en la ASTI, Escuela Superior de Traductores e Intérpretes de Buéa, donde obtuvo un máster.
En su deseo de aprender teatro, mientras estudia otra cosa, participa en prácticas y talleres, siendo también miembro del teatro universitario de la Universidad de Yaundé I bajo la dirección de Keki Manyo. En Camerún, no existe una escuela dedicada al teatro, por lo que se formó entre 2000 y 2008 con profesionales como Werewere Liking, Edwige Nto Ngon, Keki Manyo, Evina Ngana. También participó en prácticas en ERAC, Escuela Regional de Actores de Cannes (2013, 2015) y en el Centro Árabe-Africano El Hamra en Túnez (Promoción 7). A su regreso de Buea, Hermine reanudó las actividades de la empresa NGOTI, suspendidas desde la muerte de sus padres (su padre en 2004 y su madre en 2005)  Es su directora desde 2009.
Animada por su entorno cercano, en particular por Solange Bonono y Yaya Mbilé, Hermine Yollo empezó a dirigir teatro en 2012, tras la marcha a Alemania de Serge Fouha, director oficial de la empresa NGOTI. Posteriormente perfeccionó sus habilidades participando en varios cursos y talleres, para formarse en particular en arte dramático, improvisación, interpretación dialogada, técnicas escénicas, creación y puesta en escena de lecturas-performances... 

## Carrera

### Actriz
- Meyong Meyeme (teatro de marionetas y actores), dirigida por Ulrich N'Toyo. [8]
- Misterioso-119 de Koffi Kwahulé dirigida por Soleïma Arabi en 2012.[8]
- La travesía de los desaparecidos de Eva Doumbia [9] por Eva Doumbia, en mayo de 2014.[8]
- Sawtché Baartman por y por Martin Ambara en 2016.[8]
- Los inmigrantes de Olivier Jobard, 2015 [7]

#### Directora de escena
- La femme-Iset, presentada en Kirah Studios en Conakry, en el marco del festival Univers des Mots en 2017.
- Je déteste le théatre , presentada el 27 de mayo de 2016 en el Centro Cultural de Camerún (CCC) en Yaundé.[10]
- Tríptico (cruce de textos de Antoine Assoumou, Paolo Coelho y Goethe ) [8]
- Jazz Me Down de Emmanuelle Urien.[8]
- Solo saber… por Joël Amah Ajavon (julio de 2014) [8]
- Ulises en Gaza de Gilad Evron.[8]

### Dramaturga
En enero de 2017, trabajó como dramaturga en la creación Antoine m'a vendu son destin y Sony chez les chiens de Sony Labou Tansi y Dieudonné Niangouna en el Théâtre national de la Colline 

### Ayuda y soporte
- On bouffe du lion chez les crevettes, Residencia de escritura, La Chartreuse, 2021.

- M-119 Autopsie, Sitio de explotación dramatúrgica, Festival Univers des mots, 2019.

- M-119 Autopsie, Residencia de escritura, La Chartreuse, 2018.[11]

- L’arc-en-ciel a perdu ses couleurs,residencia de escritura a distancia sin asesoramiento dramatúrgico en noviembre de 2020, con el apoyo del CNES Chartreuse.[12]

## Festivales
- Mantsina Sony en escena en Brazzaville (con la lectura del texto Sony chez les chiens de Dieudonné Niangouna en diciembre de 2015.
- 69ª edición del Festival de Aviñón con La República de Platón de Alain Badiou.[8]

## Premios y distinciones
- Ganador de la residencia de escritura francófona África - Haití 2021 [4]
- Premio de Teatro RFI, M-119 Autopsie, nominación, 2019.[11]